# Sanriku
Sanriku (三陸?), a veces conocido como Rikushū (陸州?), se encuentra en el lado noreste de la isla de Honshu, correspondiente a los actuales Aomori, Iwate y partes de la prefectura de Miyagi y tiene una larga historia.

La región de Sanriku de Japón

Las 36 bahías de esta costa irregular tienden a amplificar la destructividad de las olas de tsunami que llegan a las costas de Sanriku, como lo demuestran los daños causados por el terremoto y tsunami de Tōhoku de 2011.

## Historia
El 19 de enero de 1869, a raíz de la Guerra Boshin, las provincias de Mutsu y Dewa se dividieron. Mutsu se dividió en cinco provincias nuevas: Rikuō (también leído Mutsu), Rikuchū, Rikuzen, Iwashiro e Iwaki. Los primeros tres de estos son conocidos colectivamente como los "Tres Riku" o Sanriku, con san (三) que significa "tres".
Las nuevas provincias quedaron rápidamente obsoletas en julio de 1871 cuando la abolición del sistema han dividió a Japón en sus prefecturas actuales que se convirtieron en las únicas divisiones utilizadas por el gobierno. Sin embargo, la etiqueta perdura en usos comunes como la costa de Sanriku, que se extiende a lo largo de la costa del Pacífico de Japón desde Aomori en el norte hasta la península de Oshika en Miyagi.